# Pareulype andalusica
Pareulype andalusica là một loài bướm đêm trong họ Geometridae.